# Gleditsia triacanthos
Korstörne, Gleditsia triacanthos. är en ärtväxtart som beskrevs av Carl von Linné. Gleditsia triacanthos ingår i släktet Gleditsia (korstörnesläktet) och familjen ärtväxter. Inga underarter finns listade i Catalogue of Life.

## Bildgalleri

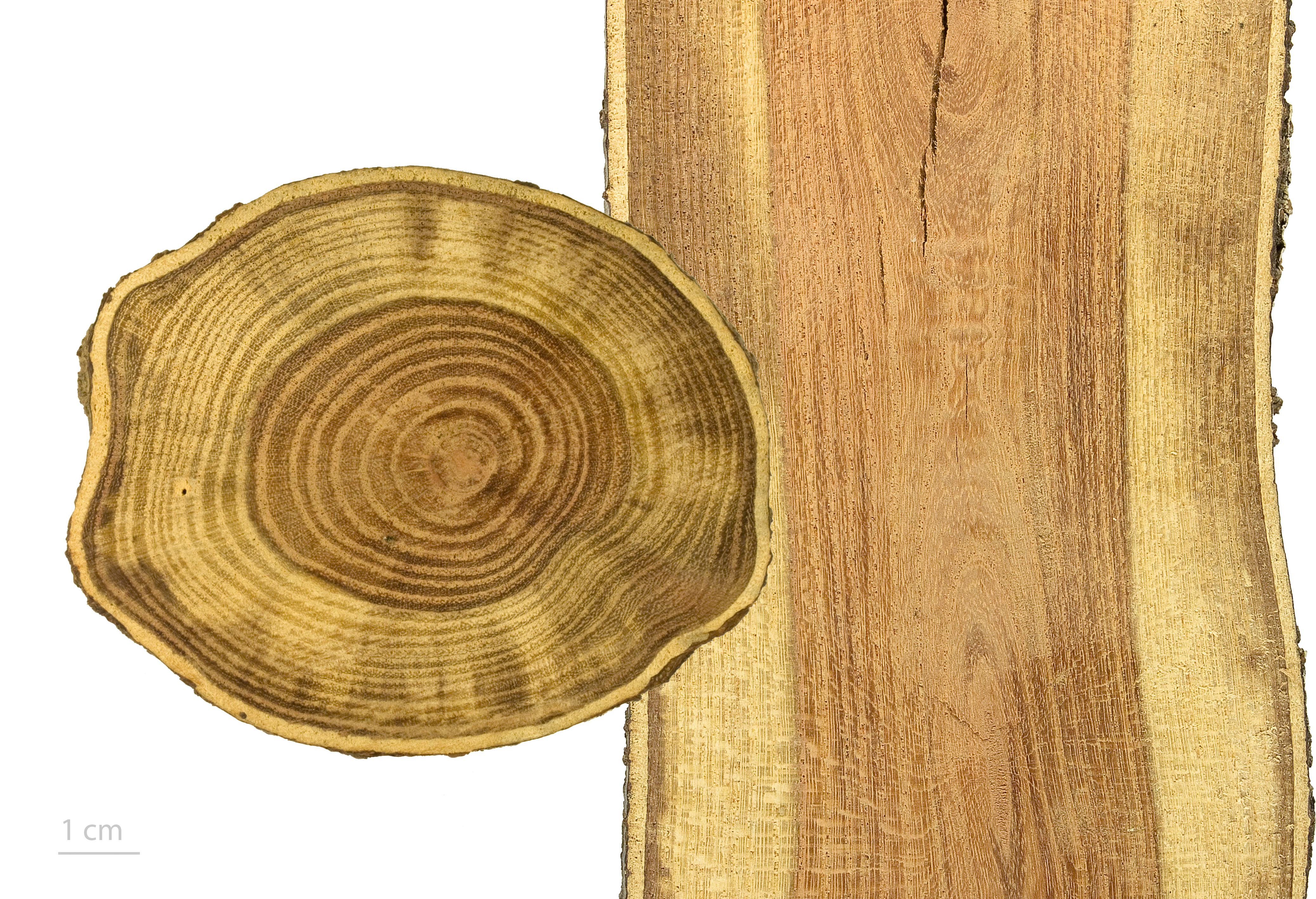
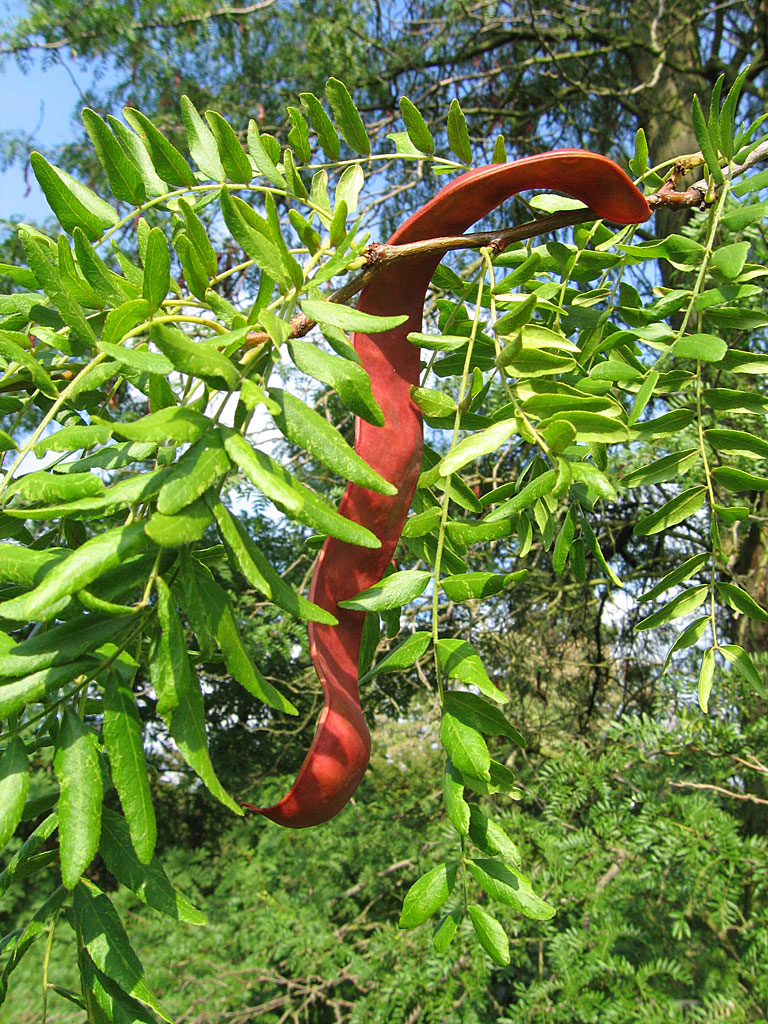
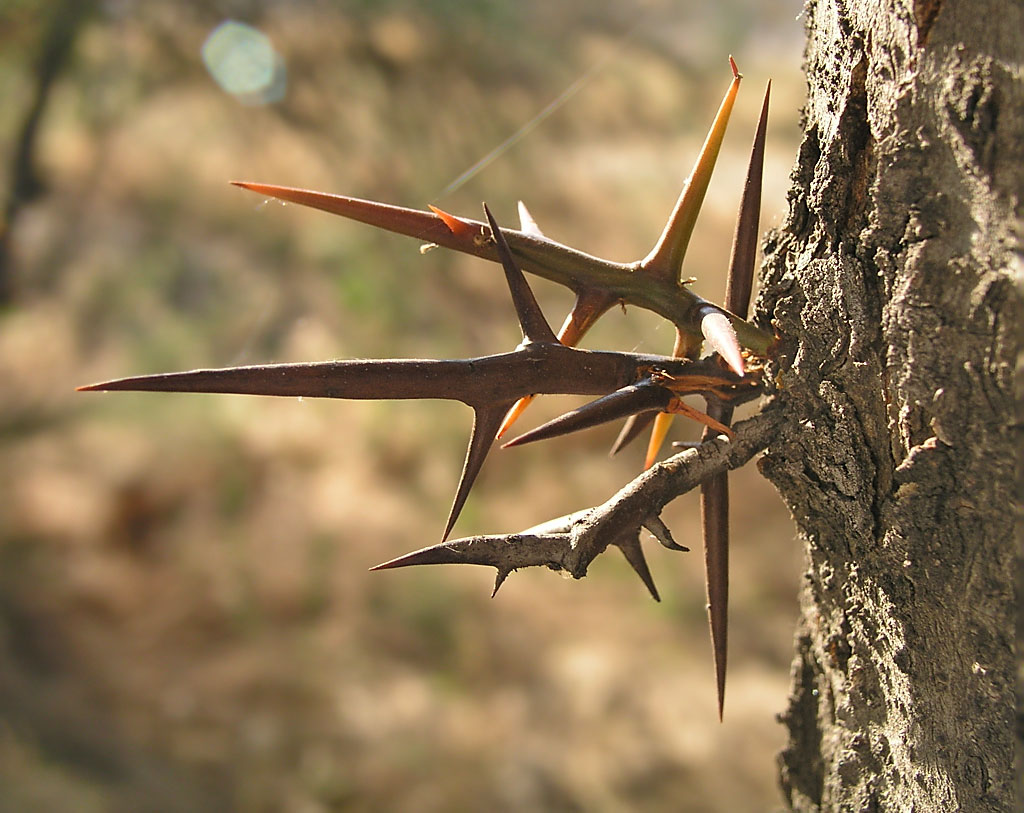
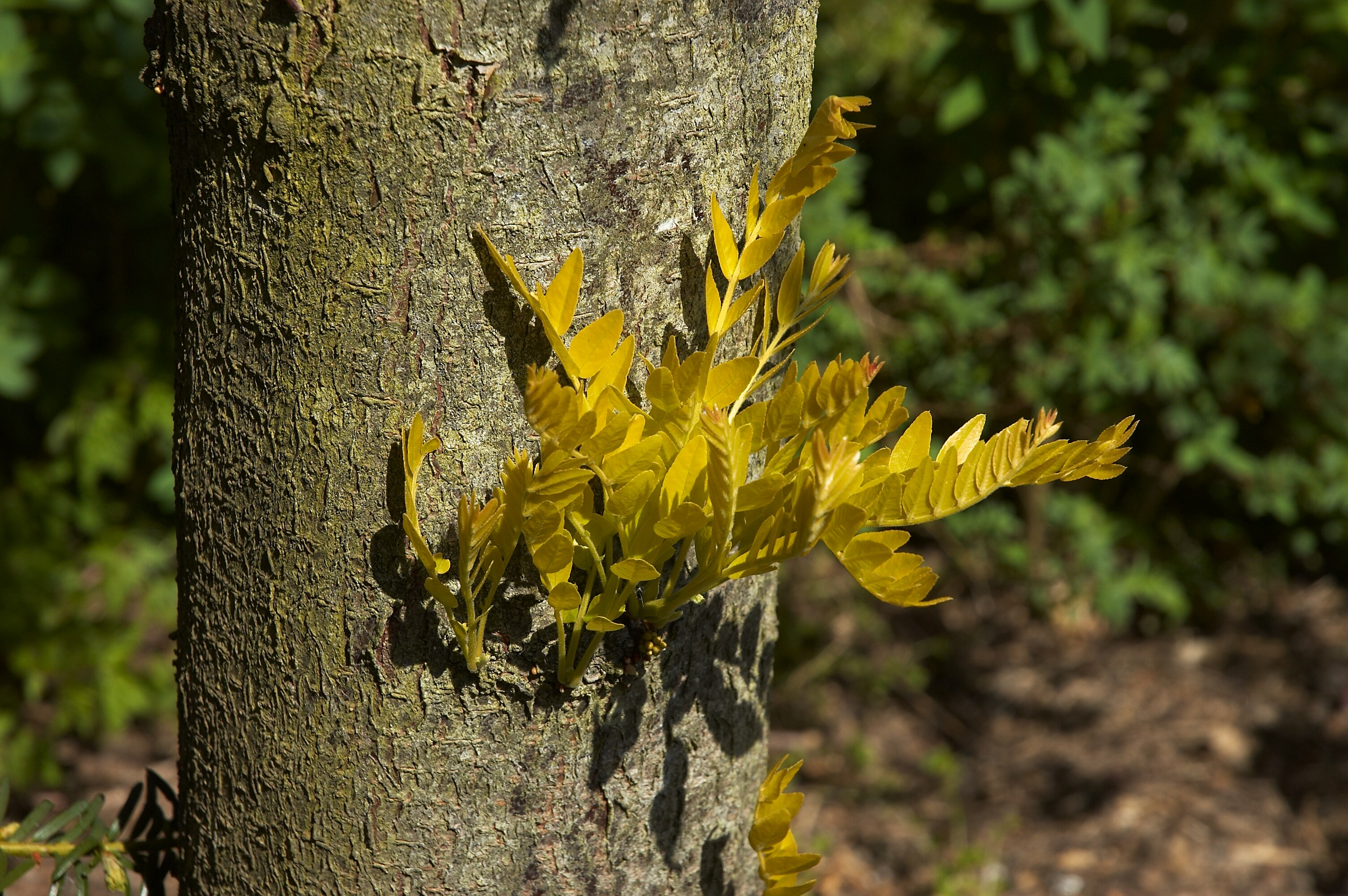
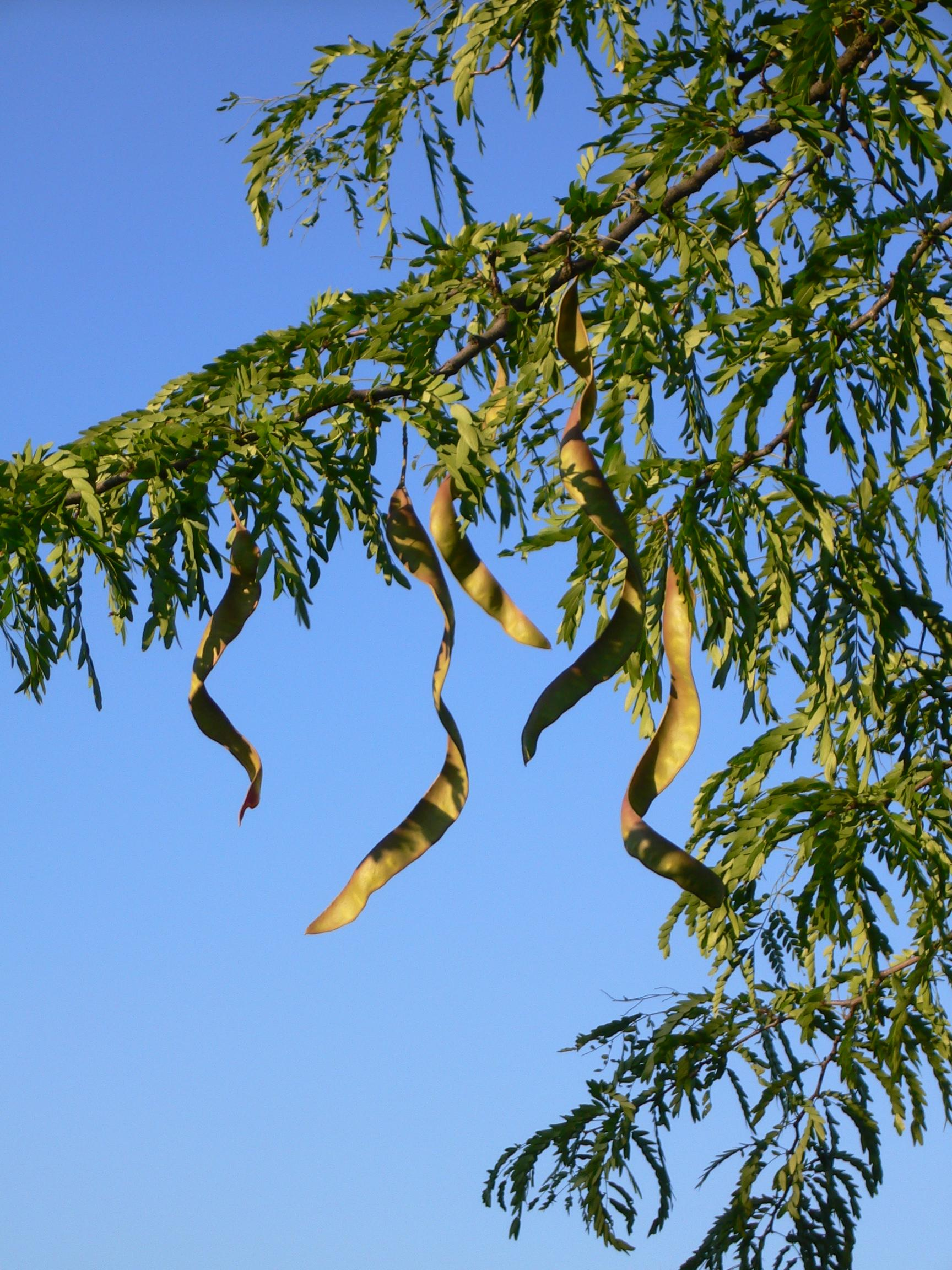
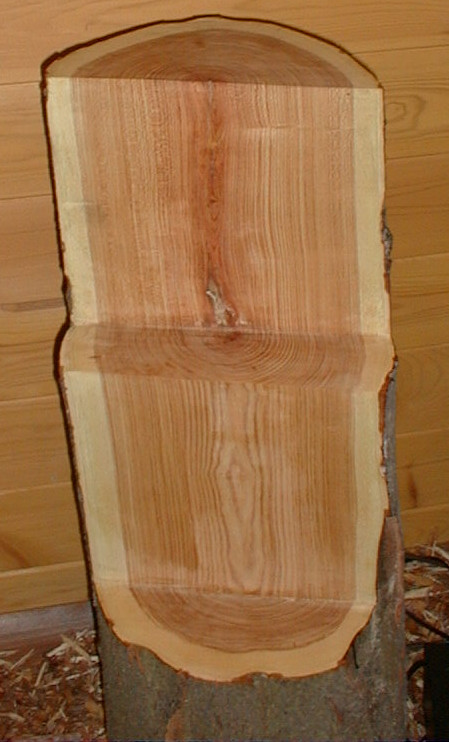